# Ailiános Klaudios

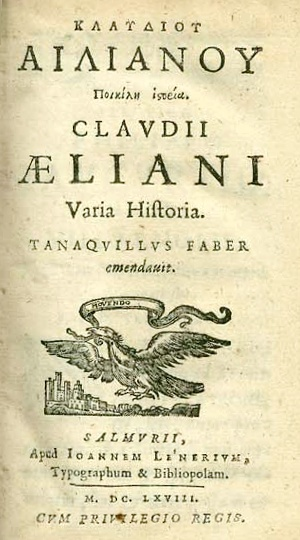
Latinské vydání Pestrých příběhů z roku 1668

Ailiános Klaudios, řecky Αἰλιανός Κλαύδιος, latinsky Claudius Aelianus, někdy též Aelian (asi 175 – asi 235) byl starověký spisovatel, představitel tzv. druhé sofistiky. Ač se narodil v Itálii, svá díla psal řecky.
Narodil se v italské Praenestii (dnes Palestrina), kde také zastával úřad pontifika. Byl žákem sofisty Pausania, který ho naučil výborně řecky. Jeho schopnost mluvit řecky, aniž by byl rodilým řečníkem, mu vynesla přezdívku Meliglōttos ("Medový jazyk"). Pak odešel do Říma, kde se stal učitelem řečnictví. Později se věnoval literatuře, moralistické, zábavné i filozofické.

## Spisy
K jeho nejznámějším dílům patří Peri zóón idiotétos (O zvláštnostech živočichů, latinsky De Natura Animalium). Dílo tvoří 17 knih, ve kterých se vypráví formou anekdot či bajek o vlastnostech zvířat (zejména ptáků), je zdůrazňována moudrost přírody a zvířata jsou lidem často dávána za vzor. Řada bajek se bez odkazu na autora objevovala ve středověkých bestiářích či lékařských spisech a v zásadě tak zlidověla. Řádný překlad díla do latiny provedl až renesanční švýcarský autor Conrad Gessner.
Populárním byl i jeho soubor povídek Poikilé historia (Pestré příběhy, latinsky Varia Historia, 14 knih, z nichž většina se zachovala jen ve zkrácené podobě). Obsahuje příběhy, anekdotické i milostné, ze života antických řečníků, filozofů, spisovatelů i komiků ze 4. století př. n. l. Přestože spis není považován za dokumentární a historicky věrohodný, řada příběhů je reprodukována dodnes jako historické anekdoty o antických osobnostech.
Zvláštní formu mají Agroikikai epistolai (Vesnické listy). Jde o dvacet fiktivních dopisů, které popisují řecké zemědělství, byť Aelian na jednom místě říká, že nikdy neopustil Itálii a dokonce ani nejel lodí.
Je známo, že psal i filozofické spisy - Peri pronoias (O prozřetelnosti) či Peri Thein Enargeión (O zřejmých důkazech božského zásahu), z nich se však do dnešních dnů zachovaly jen rozsáhlé fragmenty, zejména v byzantském lexikonu Suda z 10. století.

## Význam
Rozsáhlé Aelianovo dílo se zachovalo jen zčásti, často zkomolené a různě upravované. Přesto se v něm zachovalo velké množství citátů ze starší řecké literatury, počínaje od presokratiků. Jako sběratel kuriozit a zajímavostí zachoval také mnoho jedinečných postřehů o každodenním životě i názorech své doby,

#### Texty
- Texty na Wikisource (anglicky)
- Texty na Internet Archive (řecky, latinsky aj.)
- Text Characteristics of Animals (anglicky)
- Citáty presokratiků z Aeliana (řecky)